# Hnoss

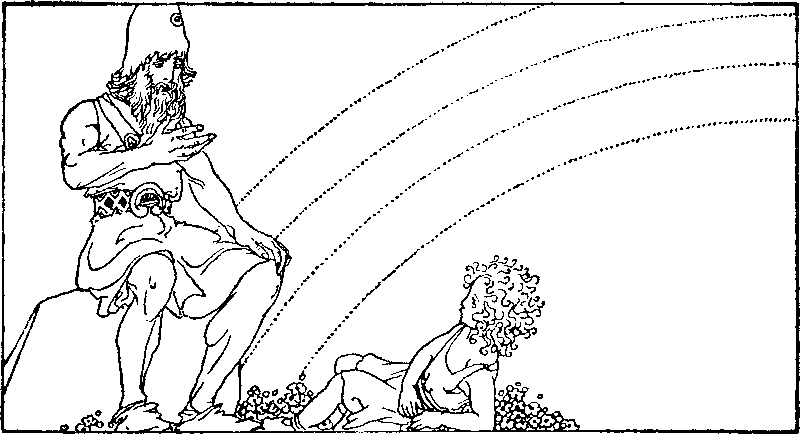
Heimdall och lilla Hnoss av Willy Pogany

Hnoss (”dyrbarhet”, ”klenod”) (på svenska även Noss) är i nordisk mytologi Ods och Frejas sköna dotter. Enligt Ynglingasagan och en av namntulorna har hon en syster vid namn Gersimi.

## Källtexterna
I Gylfaginning 35 ger Snorre Sturlasson en kortfattad presentation av asynjorna i Asgård. Beskrivningen av Freja inleder han på följande sätt:
| Freja är den förnämsta efter Frigg. Hon gifte sig med en man som heter Od. Deras dotter heter Hnoss. Hon är så fager, att allt som är vackert och dyrbart kallas hnossir [klenoder] efter henne. | Freyja er tignust með Frigg. Hon giptisk þeim manni er Óðr heitir. Dóttir þeira heitir Hnoss. Hon er svá fǫgr at af hennar nafni eru hnossir kallaðar þat er fagrt er ok gersemligt. |  |

Men i Ynglingasagan, kapitel 10, sägs Freja ha två döttrar.
| Freja var mycket ostadig till sinnet. Od hette hennes make. Hennes döttrar hette Hnoss och Gersimi; de var mycket fagra, och med deras namn nämnas de dyrbaraste klenoder. | Freyja var heldr marglynd; Óðr hét bóndi hennar, dœtr hennar hétu Hnoss ok Gersemi; þær váru fagrar mjök: af þeirra nafni eru svá kallaðir hinir dýrstu gripir. |  |

Detta är allt som berättas om Hnoss. Hon omtalas inte i någon myt, men enligt Snorre har hennes namn kunnat användas i kenningar för Freja, som då har kunnat kallas ”Hnoss moder” (móður Hnossar). Att döma av Snorres egna exempel har det dock varit vanligare att Freja har figurerat i kenningar för Hnoss. Skälet är förstås att skalder som fått ett vackert föremål i skaldelön – ofta ett vapen – gärna har velat tacka givaren i poetisk form. Det har då behövts en kenning för ”dyrgrip” eller ”klenod” (=hnoss) och denna har då kunnat väljas på temat ”Frejas dotter”. Några sådana exempel ur en dikt av skalden Einar Skulason finns i Skáldskaparmál 37: ”Härns stolta/ryktbara barn” (hróðrbarn Hǫrnar), ”Frejs systerdotter” (Freys nipt), ”Njords dotters barn” (Njarðar dóttur barn), ”vanabrudens dotter” (vanabrúðardóttir) och ”Gefns mö” (mær Gefnar). Alla dessa kenningar betyder ”Hnoss”, som då har fått representera den ”dyrbarhet” eller ”klenod” som skalden velat besjunga. I Einar Skulasons fall tycks det ha rört sig om en guldinfattad yxa, vilket fick Finnur Jónsson att döpa dikten till Øxarflokkr (Yxflocken).
En synonym till ordet hnoss är gersimi, som nämns som namnet på Hnoss syster – men hon förekommer inte i någon kenning.
Ordet hnoss har satts i samband med det anglosaxiska hnossian, ”att hamra”, som i hnossa-smíði, och antas ursprungligen ha syftat på hamrat guld.